# Лайтамакское сельское поселение
Лайтамакское се́льское поселе́ние — муниципальное образование в Тобольском районе Тюменской области Российской Федерации.
Административный центр — село Лайтамак.

## История
Статус и границы сельского поселения установлены Законом Тюменской области от 5 ноября 2004 года № 263 «Об установлении границ муниципальных образований Тюменской области и наделении их статусом муниципального района, городского округа и сельского поселения».

## Население
| 2010 | 2011 | 2012 | 2013 | 2014 | 2015 | 2016 |
| ---- | ---- | ---- | ---- | ---- | ---- | ---- |
| 800  | ↘798 | ↗799 | ↘787 | ↗794 | ↗807 | ↗814 |
| 2017 | 2018 | 2019 | 2020 | 2021 |      |      |
| ↗829 | ↗830 | ↗846 | ↗847 | ↘710 |      |      |

## Состав сельского поселения
| № | Населённый пункт | Тип населённого пункта       | Население |
| - | ---------------- | ---------------------------- | --------- |
| 1 | Вармахли         | деревня                      | 65        |
| 2 | Лайтамак         | село, административный центр | 483       |
| 3 | Топкинбашева     | деревня                      | 80        |
| 4 | Топкинская       | деревня                      | 105       |
| 5 | Янгутум          | деревня                      | 67        |